# Gisela a Rudolf (prameny)
Gisela a Rudolf jsou dva minerální prameny vyvěrající kousek od sebe v obci Prameny v Karlovarském kraji. Pojmenovány jsou po dětech Františka Josefa I. Leží asi 50 metrů od silnice Prameny - Kladská.

## Přírodní poměry
Prameny vyvěrají poblíž levého břehu pramenského potoka za obcí Prameny. Nachází se v CHKO Slavkovský les. V okolí pramene na levém i pravém břehu potoka vyvěrá několik dalších pramenů, například Vincentův pramen, Barochův pramen, Novákův pramen čí Hublův pramen. V blízkosti pramene je vidět vrt HJ3 z roku 1994, který je hluboký 14 metrů. Z něj však není umožněn odběr. Několik metrů od těchto pramenů vyvěrá Nový pramen.

## Historie
Oba prameny byly zachyceny v roce 1870. Lze však předpokládat, že známy a využívány byly mnohem dříve. Již od založení lázní byla voda stáčena a distribuována po celé Evropě. Za první rok prodeje bylo rozesláno na 15 000 lahví této minerální vody. Podle vídeňského chemika Kletzinskeho byla voda z těchto pramenů vhodná k mísení s lehkým vínem, kterému dodala osvěžující chuť. Lázeňský lékař Dr. Felix Urbaschek zjistil, že voda z těchto pramenů je velmi dobrá na míchání s ovocnými sirupy a práškovým cukrem. Díky tomu vznikla oblíbená limonáda s názvem „Sangerberger Sauerbrunn Limonade“ (Sangerbergská kyselková limonáda). Ta se stáčela do lahví s patentovaným porcelánovým úzávěrem. Po odsunu Němců byly prameny zdevastovány. V letech 2012 až 2013 byly místním spolkem opraveny.

## Vlastnosti a složení
Teplota Rudolfova pramene je 7,2 °C. Vydatnost je zhruba 10 litrů za minutu. Množství oxidu uhličitého je zhruba 1885 až 1980 mg/l, což prameni dodává příjemnou, perlivou chuť. Mineralizace je o trochu vyšší než u Barochova pramene. Dobře se dá odebrat do lahve, ve které se však po třech dnech začnou tvořit hnědé povlaky.

## Přístupnost
Pramen je volně přístupný. Ochutnat se nedá v místě vývěru, ale několik metrů od něj, kde je přepad obou pramenů.